# Айгумов, Казимагомед Расулович
Казимагомед Расулович Айгумов (23 февраля 1964; Мюрего, Сергокалинский район, Дагестанская АССР, РСФСР, СССР) — советский и российский борец вольного стиля. По национальности — даргинец.

## Биография
Вольной борьбой начал заниматься с 16 лет в родном селе Мюрего. После чего перебрался в ШВСМ Махачкалы. В 1989 году в Махачкале стал серебряным призёром чемпионом СССР в лёгкой весовой категории, проиграв в финале Шамилю Магомедову. После окончания спортивной карьеры в конце 2000-х годов работал и. о. директора ГУП «Красный Октябрь» в Мюрего. В 2010 и в 2015 году был выбран депутатом Собрания депутатов муниципального образования «село Мюрего». Является руководитель фракции «Единая Россия» в Мюрего. С 2015 года руководил ГКУ РД «Сергокалинское лесничество» .

## Личная жизнь
В 1981 году окончил школу в Мюрего. В 1996 окончил Дагестанский сельскохозяйственный институт. В 1999 году окончил Махачкалинский институт бизнеса и права.

## Достижения
- Чемпионат СССР по вольной борьбе 1989 — ;